# Сова Афины

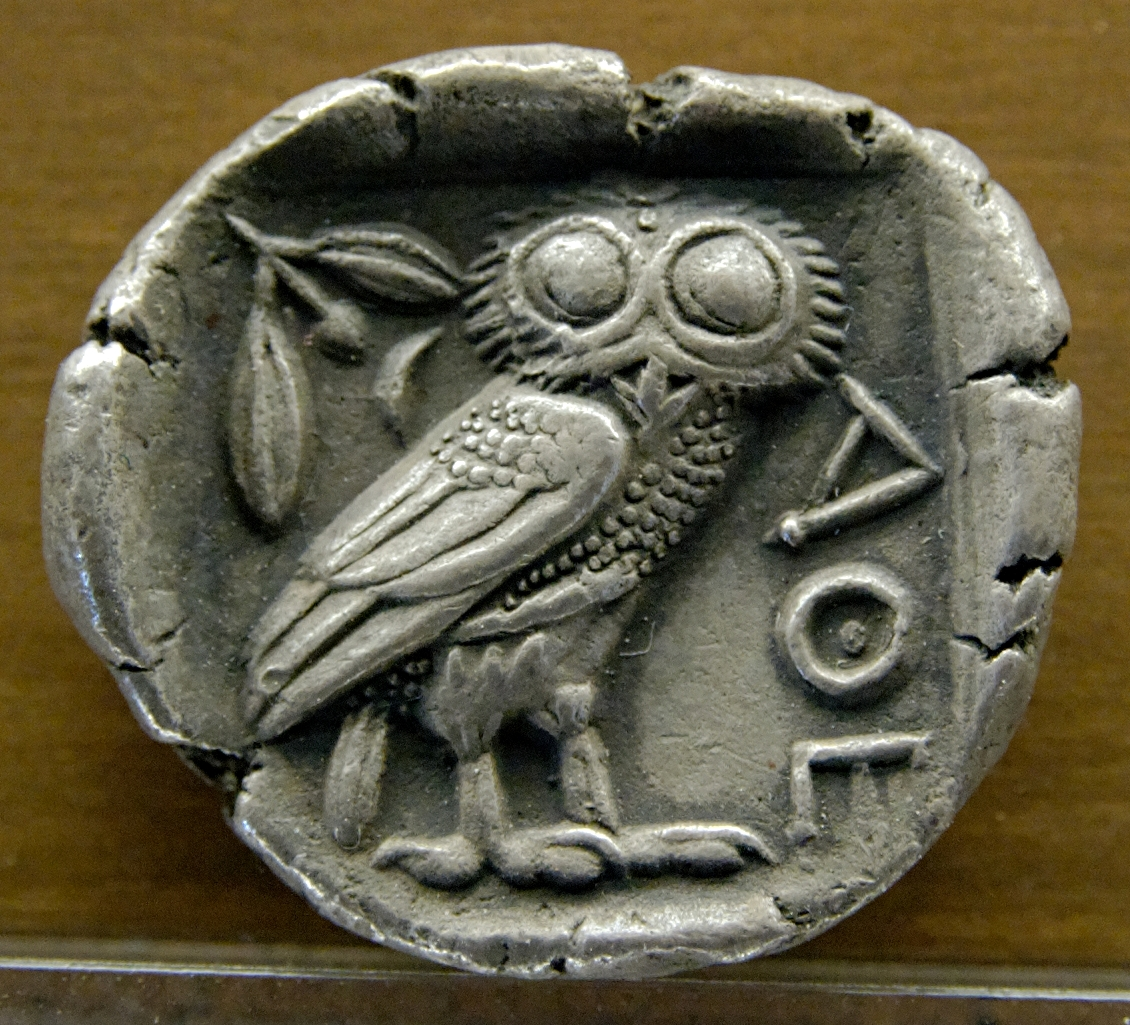
Серебряная тетрадрахма из Лионского музея изобразительных искусств с изображением совы Афины (около 480—420 до н. э.). Надпись «ΑΘΕ» — сокращение от ΑΘΗΝΑΙΩΝ, что можно перевести как «афиняне». В повседневном обиходе афинские драхмы назывались γλαῦκες (совы).

Сова Афины или сова Минервы служит символом знания, мудрости, проницательности и эрудиции во всём западном мире. В древнегреческой мифологии маленькая сова (Athene noctua) традиционно представляла или сопровождала Афину, девственную богиню мудрости, или Минерву, отождествляемую в римской мифологии с Афиной.
Образ метафорически использовался и в философии Нового времени: известность получил афоризм Георга Вильгельма Фридриха Гегеля о сове Минервы, вылетающей (или расправляющей крылья) только с наступлением сумерек, что символизирует невозможность человека осмыслить настоящее положение дел.

## В древнегреческой мифологии

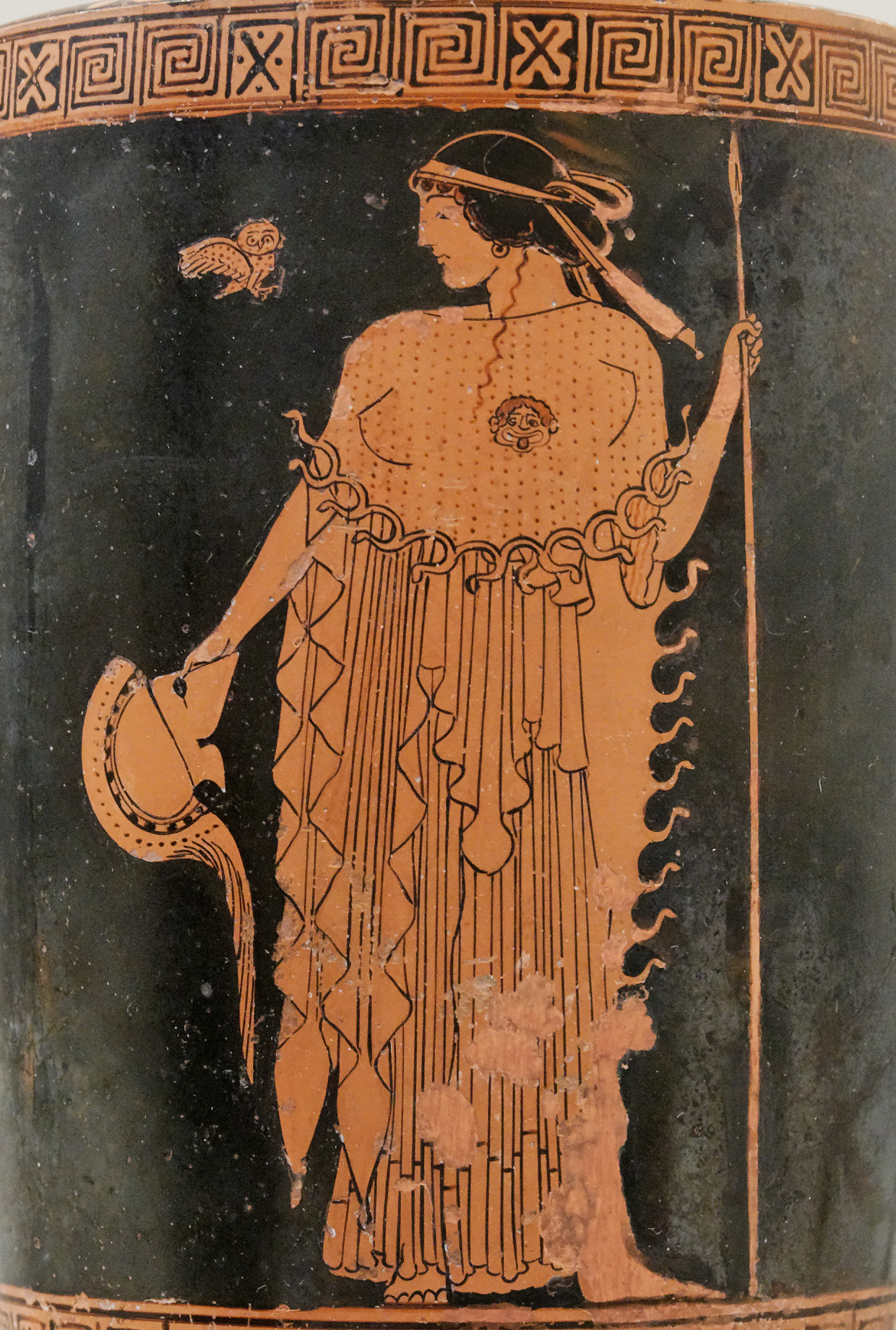
Афина, держащая шлем и копьё, с совой. Работа приписывается вазописцу Бригу (около 490—480 гг. до н. э.). Метрополитен-музей.

Причины появления ассоциации Афины с совой неясны. Некоторые исследователи, такие как Дэвид Кинсли и Мартин П. Нильссон, выдвигали предположение, что Афина могла происходить от минойской дворцовой богини, связанной с птицами, а Мария Гимбутас утверждала, что прослеживается происхождение Афины от древней европейской богини птиц и змей.
С другой стороны, Синтия Бергер рассуждала о некоторых привлекательных характеристиках сов, таких как их способность видеть в темноте, что могло быть использовано в качестве символа мудрости. В то же время другие исследователи, такие как Джеффри Арнотт, предполагают простую ассоциацию между мифами об основании Афин и большим количеством маленьких сов в регионе (факт, отмеченный еще в эпоху античности, в произведениях Аристофана «Птицы» и «Лисистрата»).
Во всяком случае, город Афины, по-видимому, принял сову как символ верности своей покровительнице богине-девственнице, которая, согласно популярному этиологическому мифу, воспроизведенному на западном фронтоне Парфенона, завоевала благосклонность у горожан, предложив им более соблазнительный дар нежели Посейдон.
Совы обычно изображались афинянами на вазах, весах и призовых амфорах для Панафинейских игр. Сова Афины даже появилась на лицевой стороной афинских тетрадрахм после 510 г. до н. э., и, согласно Филохору, афинская тетрадрахма была известна как γλαύξ (маленькая сова) во всём древнем мире и «сова» в современной нумизматике. Совы, однако, не использовались исключительно афинянами для представления Афины, а могли служить мотивацией во время сражений другими греческими городами. Так например, при победе Агафокла Сиракузского над карфагенянами в 310 году до нашей эры совы, летающие по рядам воинов, были истолкованы как благословение Афины. Подобным же образом они были изображены в битве при Саламине, описанной в биографии Фемистокла, написанной Плутархом.

## В римской мифологии
Ассоциация совы с богиней мудрости продолжилась и в культе Минервы в римской мифологии, хотя эта богиня иногда просто принимает её как священную или любимую птицу. Например, в «Метаморфозах» Овидия ворона Корникс жалуется, что её место в качестве священной птицы богини заняла сова, которая в этой конкретной истории оказывается Никтименой, проклятой дочерью Эпопея, царя Лесбоса.
Что же касается древнеримского фольклора, то совы считались предвестниками смерти, если они ухали, сидя на крыше. Также согласно поверью сова, положив одно из своих перьев рядом со спящим, могла побудить того заговорить и раскрыть свои секреты.